# Wigger (Fluss)
Die Wigger (früher auch Wiggeren, mundartlich Wiggere oder Wegere) ist ein 41 Kilometer langer Fluss in den Schweizer Kantonen Luzern und Aargau. Sie entsteht aus Quellbächen im Napfgebiet, fliesst auf fast ihrer gesamten Länge in Richtung Norden und ist ein Nebenfluss der Aare. Grössere Ortschaften im Wiggertal sind Willisau, Dagmersellen, Oftringen, Zofingen, Rothrist und Aarburg.

## Name
Das Gewässer wurde 1302 („enent wigerren“) erstmals schriftlich erwähnt. Dem Namen liegt vermutlich das germanische Adjektiv *wigra- mit der Bedeutung „kämpferisch“ zugrunde. Das Benennungsmotiv könnten die Schäden durch die Hochwasser gewesen sein.

## Geographie

### Quelle
Der im Oberlauf Änziwigger (Schreibweise auch Enziwigger) genannte Fluss entspringt am Nordhang des Napfs auf einer Höhe von rund 1300 Metern. Das Bergtal mit dem Quellgebiet des Flusses liegt im südlichsten Abschnitt des Gemeindegebiets von Hergiswil bei Willisau im Kanton Luzern. Das Tal ist fast ganz vom grossen Änziwald bedeckt. Am oberen Ende des schmalen und engen Bergtals ist der sehr steile, teils felsige Abhang unter dem Grat zwischen dem Gipfelbereich des Napfs und dem Berg Hängst in mehrere Runsen gegliedert. Darin entstehen aus Sickerwasser im Nagelfluhmassiv Quellbäche, die gegen Norden fliessen und sich bald zum Talfluss vereinen. Die höchsten, mit Felsbändern durchsetzten Graspartien des Quellhangs sind im Bundesinventar der Trockenwiesen und -weiden von nationaler Bedeutung (TWW) verzeichnet.
Über den schmalen Bergkamm südlich der Quellen verläuft die Grenze zum Kanton Bern. Auf der Südseite des Grats liegen die Quellen des Fankhusbachs, der gegen Süden in die Emme fliesst. Im Bergtal westlich der Änziwiggerquellen entspringt wenige hundert Meter von der Änziwigger entfernt die Luthern, ein Zufluss zur Wigger; die Luthernquellen sind die am weitesten im Süden liegenden Gewässer im Flussgebiet der Wigger. Im anschliessenden Tal auf der Ostseite entspringt der Chrachebach im Flussgebiet der Reuss.
Das Berggebiet rund um den Napf mit den Wiggerquellen ist unter der Bezeichnung «Napfbergland» im Bundesinventar der Landschaften und Naturdenkmäler von nationaler Bedeutung (BLN) aufgeführt.

### Verlauf
Durch das enge, anfangs steile Tal fliesst die Änziwigger zehn Kilometer Richtung Norden bis nach Hergiswil. Unterwegs nimmt sie rund ein Dutzend Seitenbäche auf. Bei Hergiswil wird der Talboden allmählich breiter und flacher. Nach fünf Kilometern erreicht der Fluss die Stadt Willisau, wo er am nördlichen Rand der historischen Altstadt vorbeiführt. In der Nähe des Bahnhofs Willisau vereinigt er sich mit der Buechwigger. Diese kommt von Süden aus dem östlichen Nachbartal, das den Namen Chanzelgrabe hat und zum grössten Teil im Gebiet der Stadtgemeinde Willisau liegt. Der von Änziwigger und Buechwigger gebildete Fluss heisst im weiteren Verlauf einfach «Wigger». Diese nimmt, noch nahe bei Willisau, nach 250 Metern von rechts die Seewag auf, die aus dem Ostergau kommt.
Das Tal der Wigger öffnet sich bei Burgrain und Ettiswil zu der grossen, nur von einem Moränenzug unterbrochenen Ebene am Wauwilermoos. Die Wigger fliesst auf der Westseite der Moräne nach Norden. Bei Schötz, wo die Rot und die Ron in die Wigger münden, liegt der Flussraum auf einem Abschnitt im Landschaftsschutzgebiet Wauwilermoos – Hagimoos – Mauesee des Bundesinventars der Landschaften und Naturdenkmäler von nationaler Bedeutung. Das Flussbett der Wigger liegt stellenweise am Fuss des Moränenkranzes. Bei Nebikon, wo die Luthern von links in den Fluss mündet, führt das Wiggertal mit einem rund einen Kilometer breiten Talboden zwischen dem Santeberg im Osten und dem Hügelgebiet des Altishoferwalds im Westen gegen Norden.
Bei Dagmersellen nimmt der Fluss von rechts den Hürnbach auf. Dann erreicht er das weite untere Wiggertal, das mit einer Länge von zwölf Kilometern ein Gefälle von nur noch rund 70 Metern hat. In der Ebene ist die Wigger heute grösstenteils kanalisiert. Sie verläuft teilweise parallel zur Autobahn A2. Bei Brittnau überquert der Fluss die Kantonsgrenze zum Aargau, und zwischen Rothrist und Aarburg mündet er beim Wiggerspitz auf einer Höhe von 392 Metern in die Aare.
Der 41 km lange Lauf der Wigger endet ungefähr 868 Höhenmeter unterhalb der Quelle; der Fluss hat somit ein mittleres Sohlgefälle von etwa 21 ‰.

Fluss-Impressionen
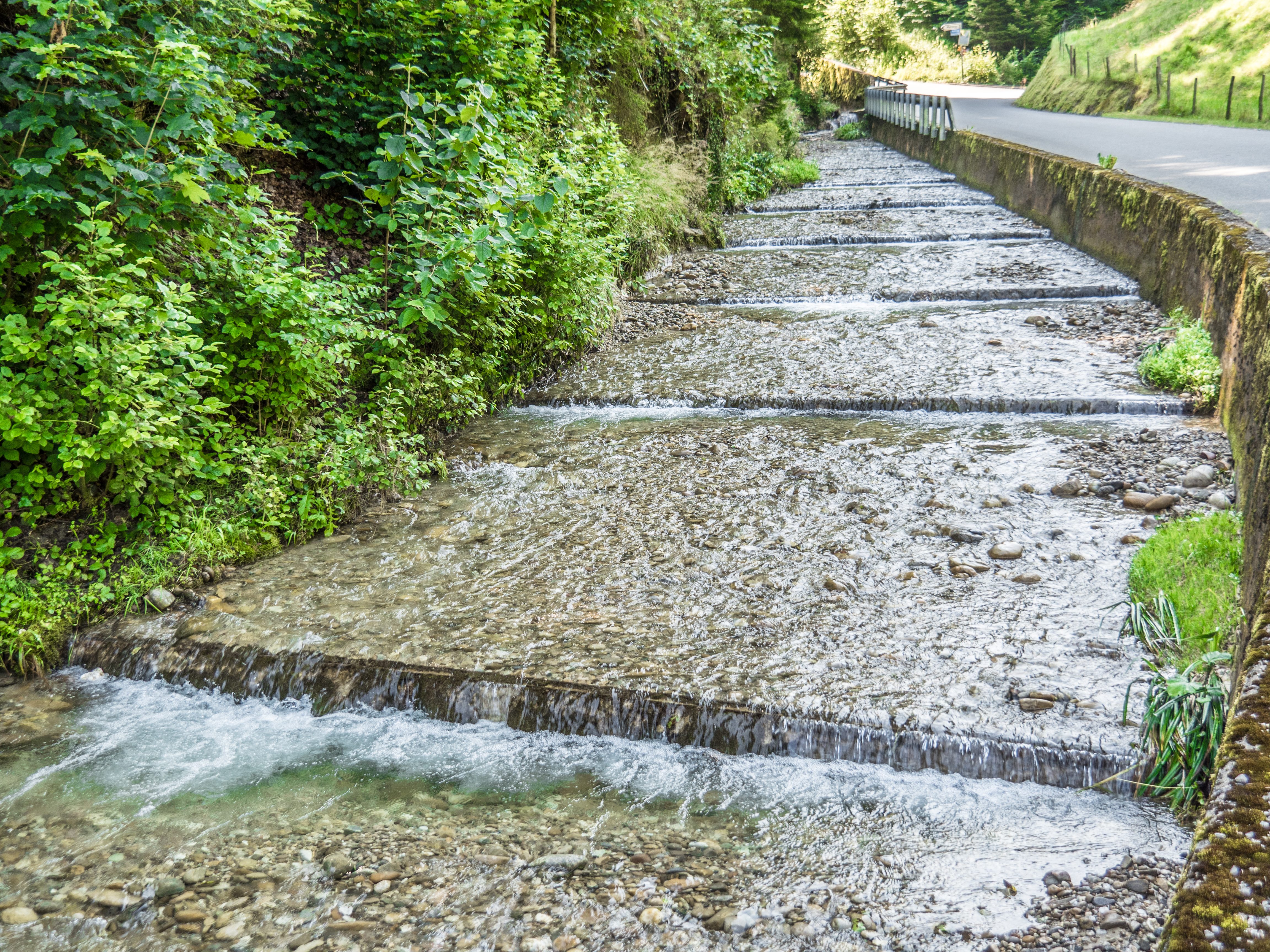
Die junge Änziwigger bei Höll in Hergiswil bei Willisau
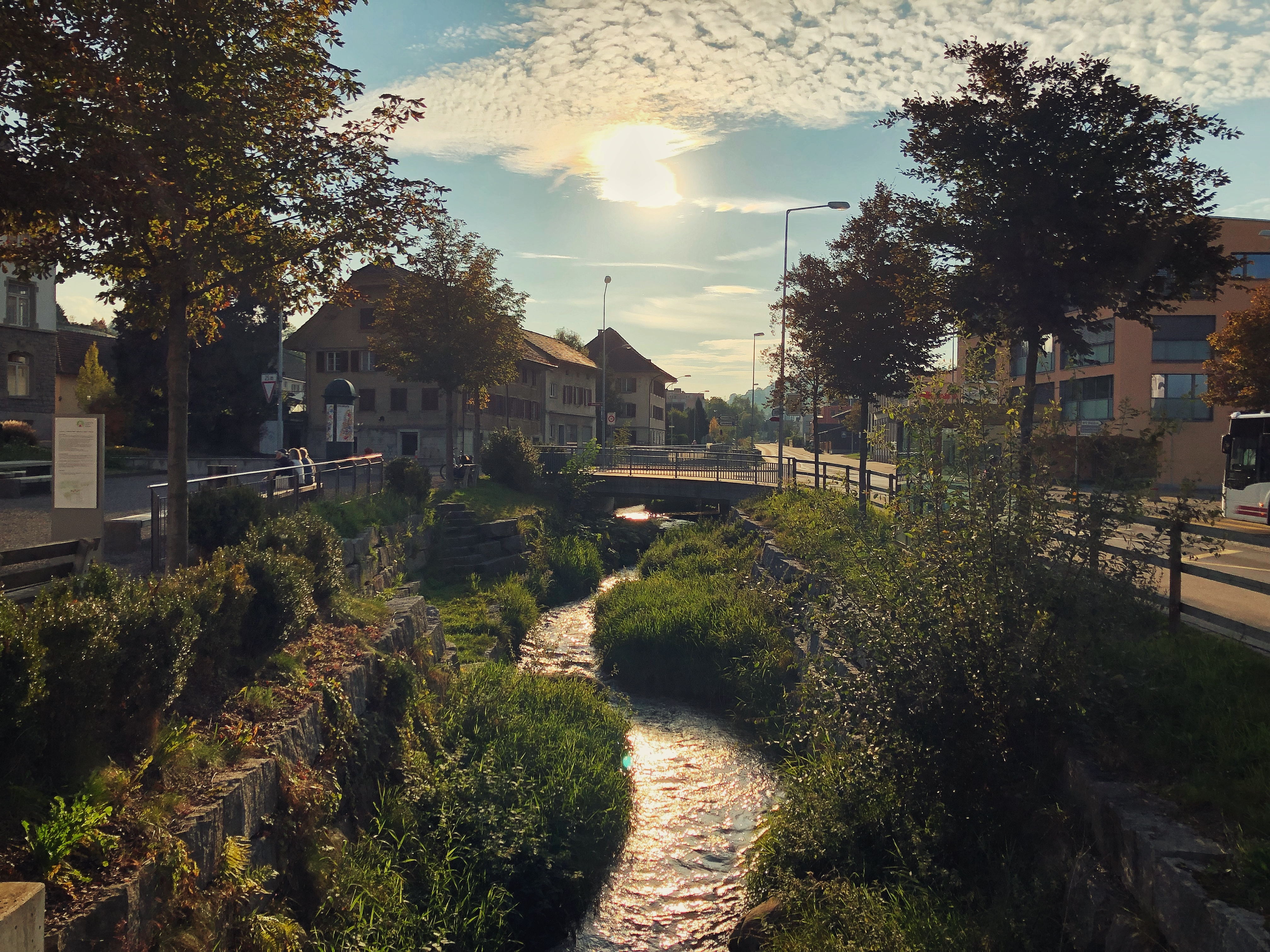
Die Änziwigger in Willisau
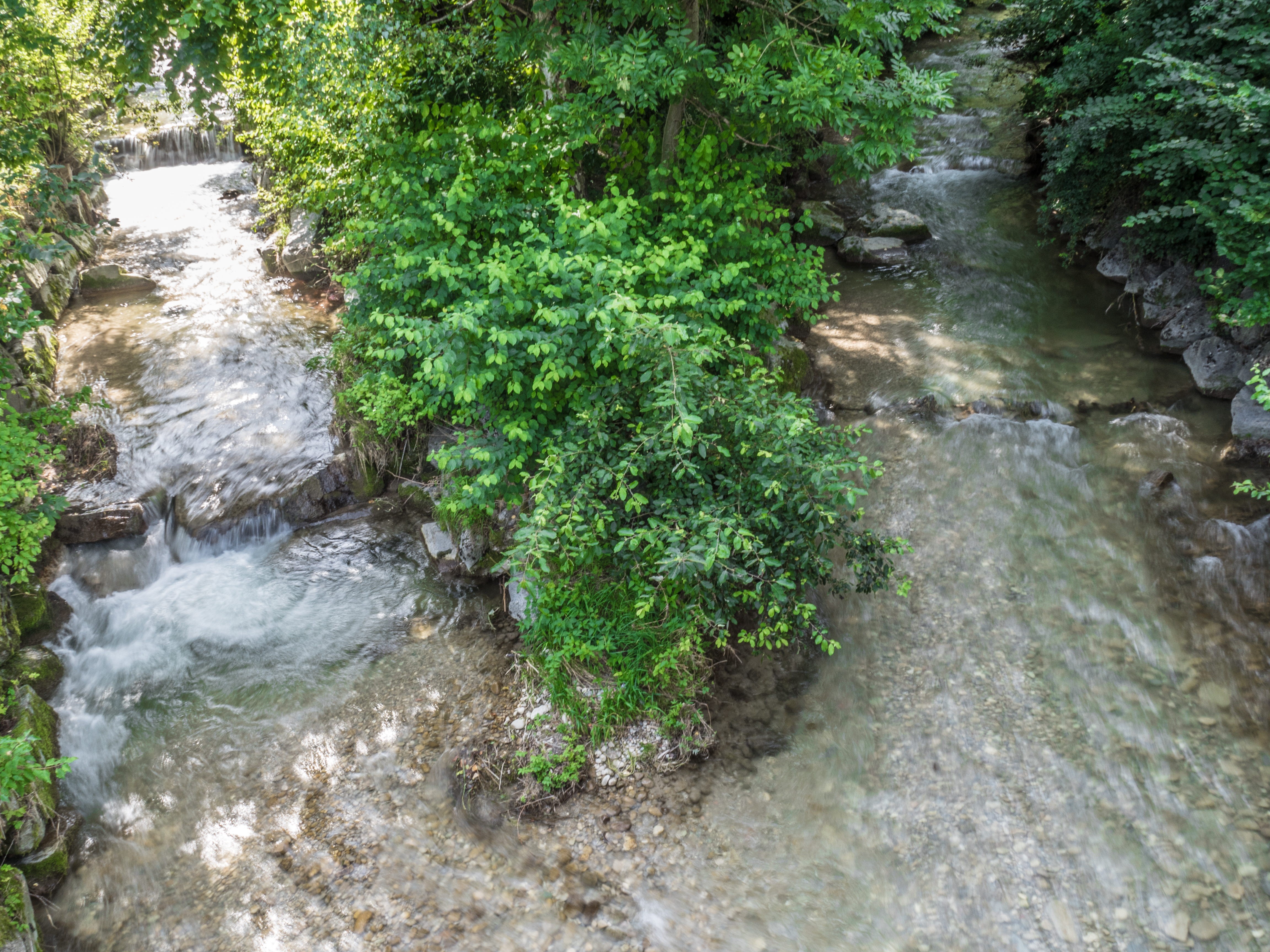
Zusammenfluss von Buechwigger (links) und Änziwigger (rechts) zur Wigger unterhalb Willisau
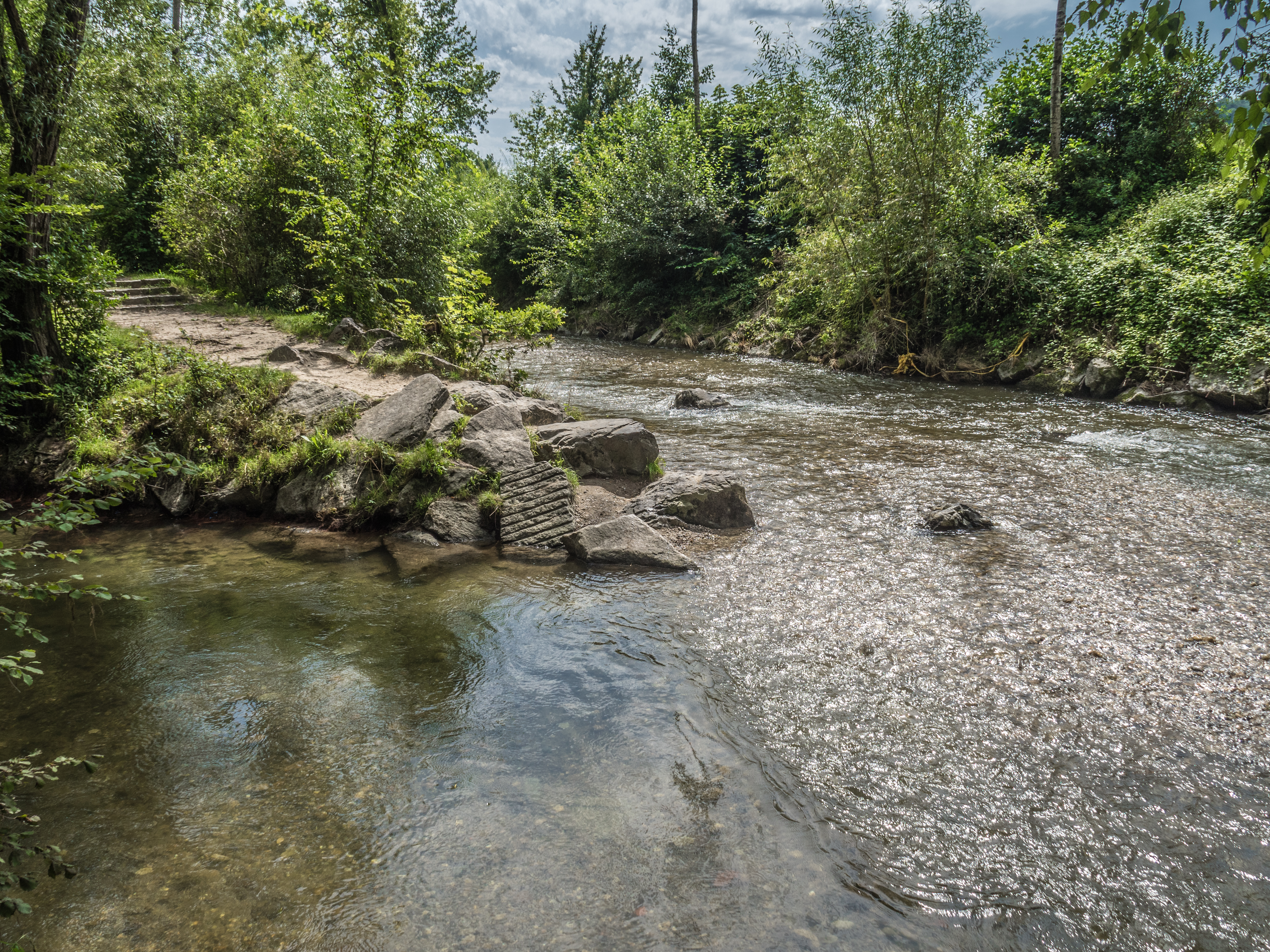
Mündung der Rot (links) in die Wigger zwischen Ettiswil und Schötz
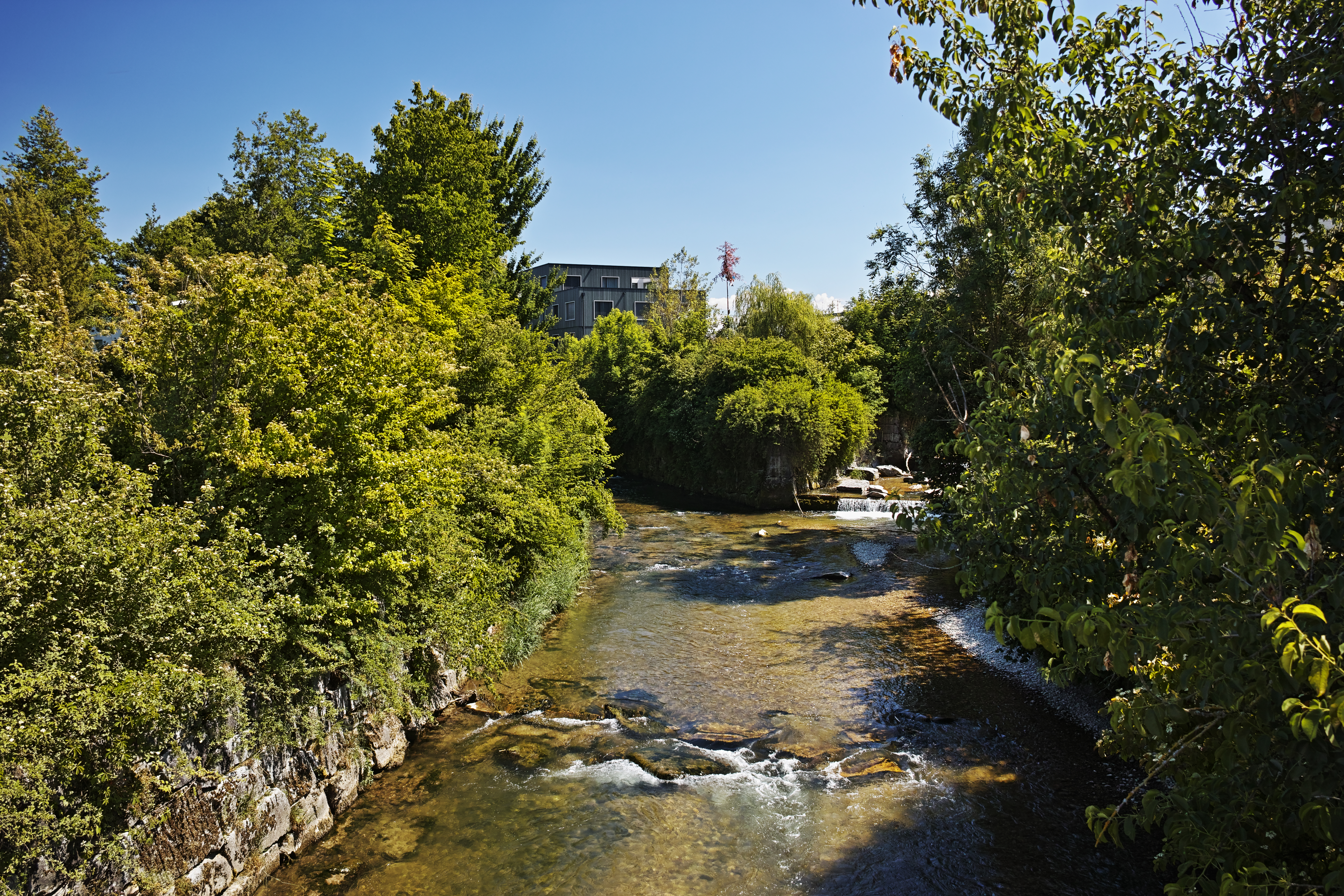
Mündung der Luthern (oben rechts) in die Wigger (links und Vordergrund) in Nebikon
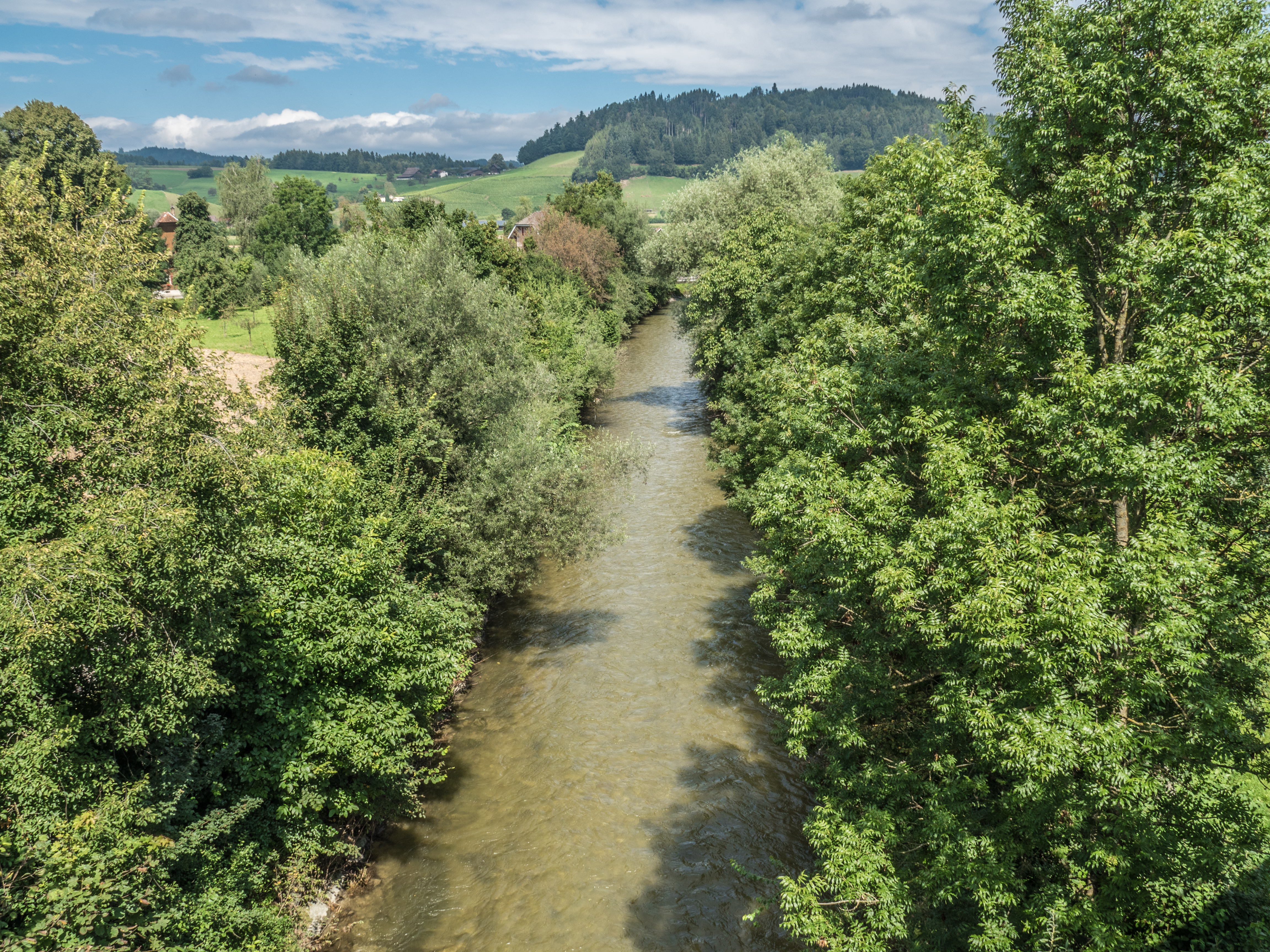
Die Wigger in Altishofen (Ansicht flussabwärts von der Kantonsstrassenbrücke)
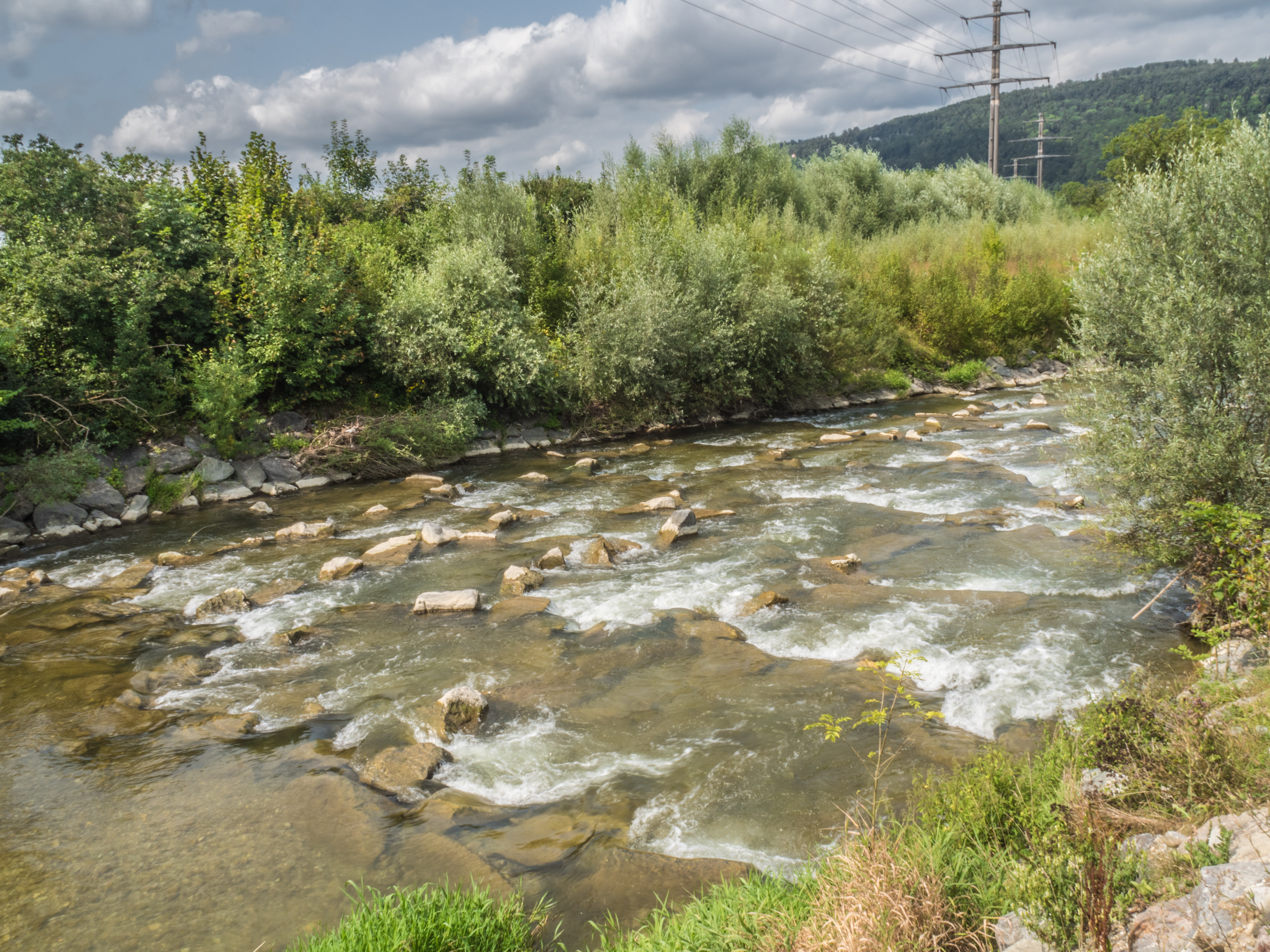
Die Wigger in Aarburg

### Einzugsgebiet
Das 380,29 km² grosse Einzugsgebiet der Wigger liegt im Schweizer Mittelland und wird durch sie über die Aare und den Rhein zur Nordsee entwässert.
Es grenzt
- im Osten an das Einzugsgebiet der Suhre, die in die Aare mündet;
- im Südosten an das der Kleinen Emme, die über die Reuss in die Aare entwässert;
- im Südwesten an das der Emme, die in die Aare mündet;
- im Westen an das Einzugsgebiet der Langete, dem linken Quellfluss der Murg und an das der Rot, dem rechten Quellfluss der Murg, welche in die Aare mündet und
- im Nordwesten an das des Aare-Zuflusses Pfaffneren.

Das Einzugsgebiet besteht zu 28,2 % aus bestockter Fläche, zu 61,1 % aus Landwirtschaftsfläche, zu 9,7 % aus Siedlungsfläche und zu 1,0 % aus unproduktiven Flächen.
Flächenverteilung
Die mittlere Höhe des Einzugsgebietes beträgt 649,4 m ü. M., die minimale Höhe liegt bei 389 m ü. M. und die maximale Höhe bei 1395 m ü. M.

### Zuflüsse
Die wichtigeren Nebenflüsse der Wigger sind die Seewag, die Wanger-Rot, die Ron, die Luthern, der Hürnbach und der Huebbach.
- Enziwigger (linker Oberlauf, Hauptstrang), 16,1 km, 55,69 km², 1.330 l/s
- Seewag (rechter Oberlauf, Nebenstrang), 9,7 km, 31,46 km², 660 l/s
- Chellenbach (rechts), 1,8 km, 1,78 km²
- Wydenbächli (rechts), 1,3 km
- Dorfbach (links), 4,7 km
- → Mülibach (linke Abzweigung)
- Wanger-Rot (rechts), 17,6 km, 53,24 km², 1.090 l/s
- Ron (rechts), 10,8 km, 25,12 km², 510 l/s
- Chottegraben (rechts), 0,5 km
- ← Mülibach (Säntbach) (Rückfluss), 8,9 km
- Fröscherebach (links), 0,6 km
- Luthern (links), 27,9 km, 104,68 km², 1.650 l/s
- Goldbrunnebächli (rechts), 2,6 km[12]
- Breitwydenbach (links), 2,7 km, 2,6 km²
- Wasserlochbach (rechts), 1,9 km[12]
- Rumibach (links), 3,0 km, 2,52 km²
- Hürnbach (rechts), 7,8 km, 19,19 km², 390 l/s
- Luterbächli (rechts), 4,3 km
- Mülikanal[13] (rechte Abzweigung)
- Wässergraben[14] (rechts)
- Huebbach (links), 7,7 km, 16,53 km², 330 l/s
- Mühletych (linke Abzweigung)
- Schürbergbächli[15]  (links), 0,5 km[12]
- Grabenbäche[15] (links), 1,7 km
- Unterdorf(bach)[15] (links), 1,4 km
- Mühletych  (Rückfluss)
- Steibille (links)
- Altachen (rechts), ca. 9 km, 19,63 km², 370 l/s
- Tränkerecht(bach) (linke Abzweigung)
- Feldgrabe (links)
- Hardbach (links)
- Pritschenwuhr-Bach (rechts)

## Hydrologie
Bei der Mündung der Wigger in die Aare beträgt ihre modellierte mittlere Abflussmenge (MQ) 7,35 m³/s. Ihr Abflussregimetyp ist pluvial inférieur, und ihre Abflussvariabilität beträgt 25.

## Fauna
Etwa 20 Fischarten und eine Krebsart kommem in der Wigger vor. Drei Fischarten kommen besonders häufig vor: An erster Stelle der Häufigkeit steht die Bachforelle, an zweiter Stelle die Barbe, die besonders zahlreich zur Laichzeit auftritt, und den dritten Platz belegt die Groppe.

## Brücken

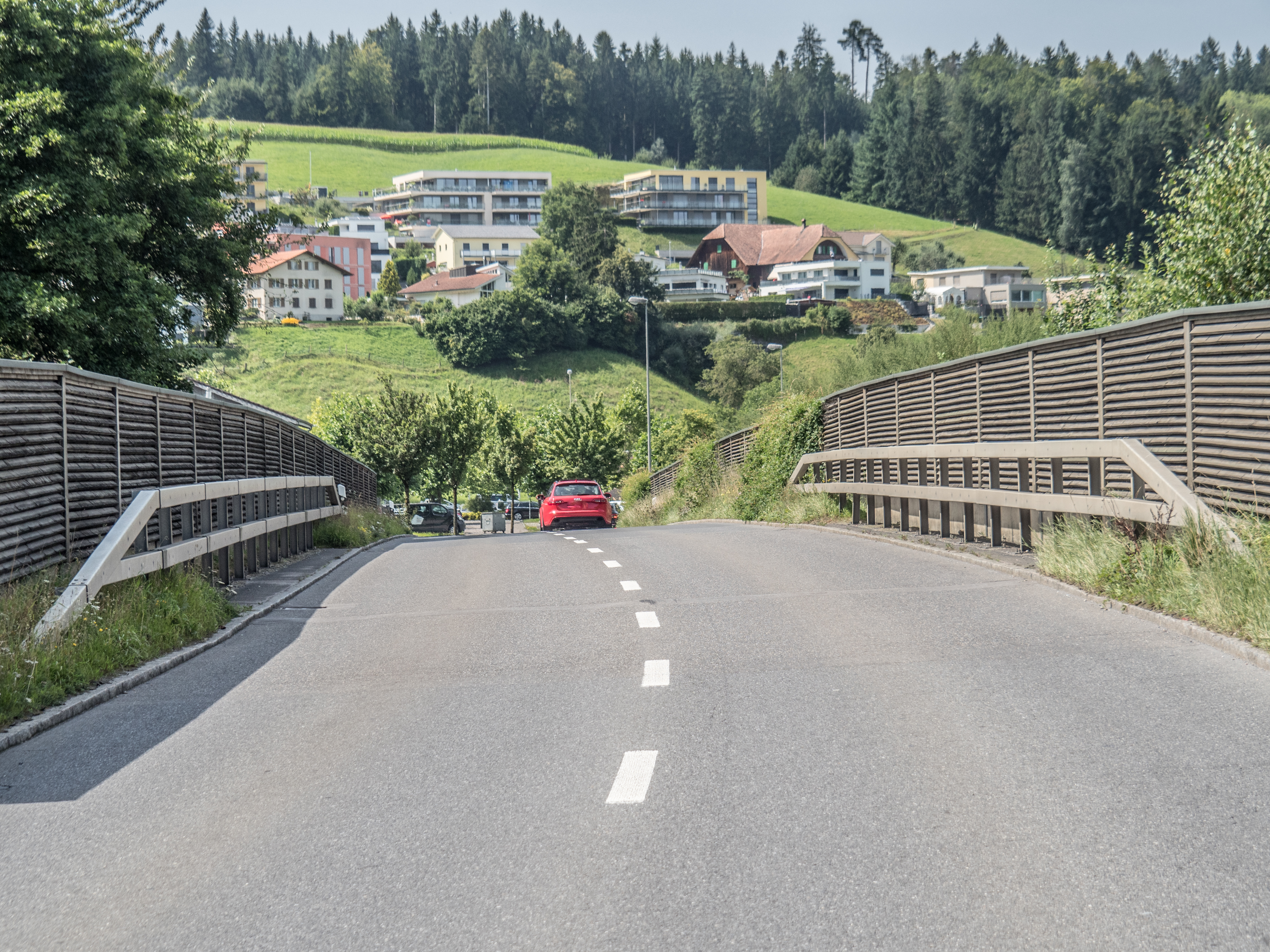
Hauptstrasse-Brücke, Willisau LU

Auf ihrem Weg wird die Wigger von über 100 Brücken überspannt. Einige überregionale Verkehrswege überqueren den Fluss: Die Autobahn A1 führt bei der Verzweigung Wiggertal über die Wigger und die Autobahn A2 bei Dagmersellen. Die Hauptstrasse 1 überquert sowohl die Autobahn wie auch die Wigger mit derselben Brücke bei Fleckenhausen, einem Ortsteil von Rothrist. Die Hauptstrasse 2 verläuft von Aarburg bis Dagmersellen durch das Wiggertal, quert jedoch den Fluss nicht, im Unterschied zur Nebenroute Hauptstrasse 2a, die dem mittleren Lauf der Wigger folgt und diese bei Altishofen, Alberswil, Wydenmühle und Willisau überquert. Auch die Hauptstrasse 23, die Hauptstrasse 255 und die Hauptstrasse 283 benützen Brücken über die Wigger. Bei Rothrist führen ausserdem die Bahnstrecke Olten–Bern und die Bahnstrecke Rothrist-Aarburg über den Fluss, und bei Willisau quert die Bahnlinie Luzern–Langenthal der BLS AG denselben.
An der Wigger bestanden mehrere historische Flussbrücken an ehemals wichtigen Verkehrswegen. Die alte, 1982 ersetzte Wiggerbrücke von Altishofen gehörte vor dem Bau der Autobahn zur Wiggertalstrasse. Die in den 1830er-Jahren gebaute Brücke besass einen einzigen, weiten Steinbogen über dem Flussbett. Bei Aesch östlich von Rothrist befand sich ein seit dem Mittelalter erwähnter Übergang über die Wigger an der Strasse von Bern nach Zofingen, die Steinbogenbrücke wurde 2009 ersetzt.

## Nutzungs- und Kulturgeschichte

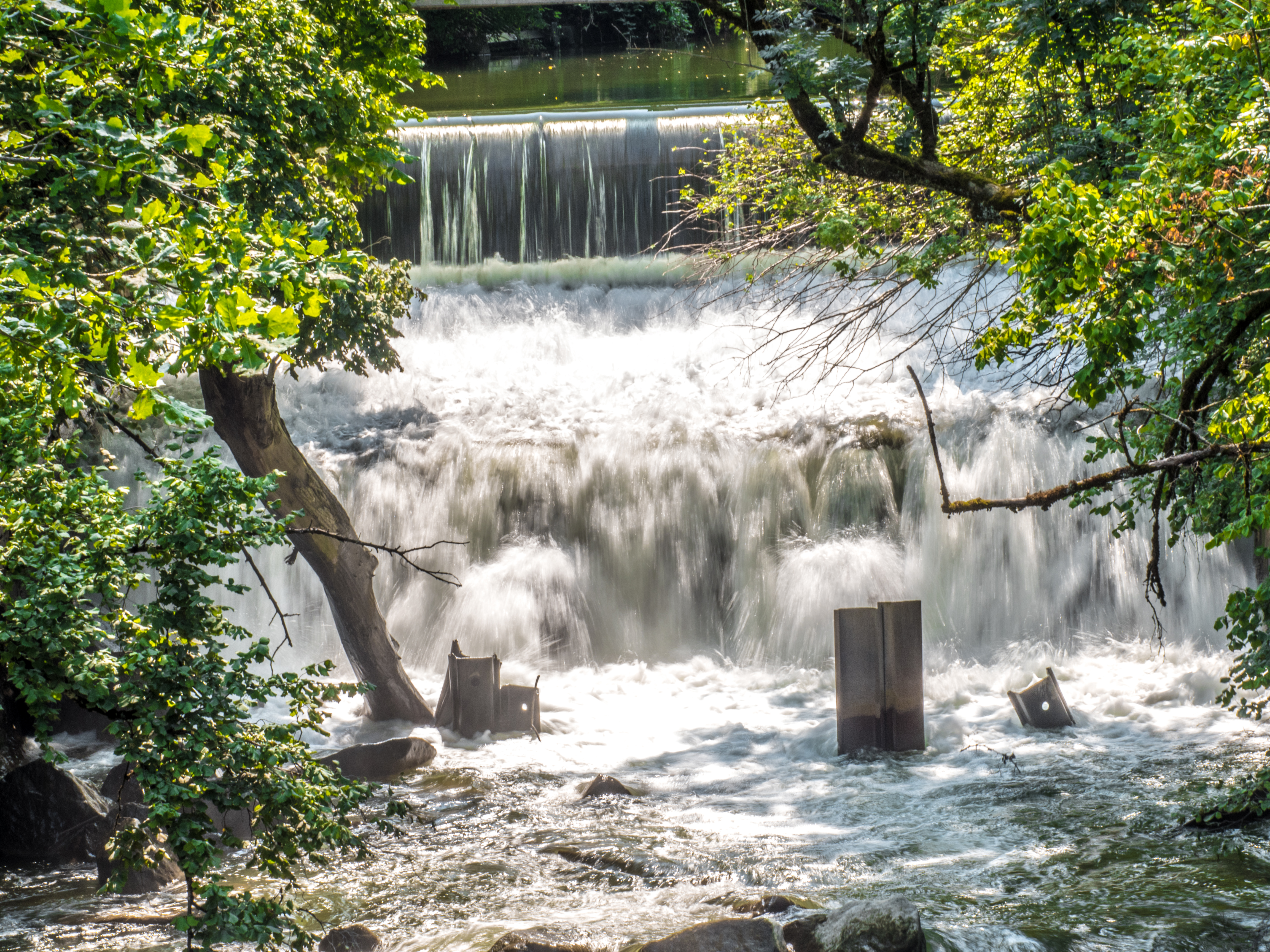
Aeschwuhr zwischen Strengelbach und Oftringen

Bei Reiden und Zofingen diente die Wigger seit Jahrhunderten zur Bewässerung des Wieslandes. Mit dem bei Reiden aus dem Fluss abgeleiteten Mühlebach wurden gewerbliche Anlagen angetrieben; an den Mühlebach schliesst die Altachen an, die bis nach Zofingen auf der rechten Seite der Wigger die Ebene durchquert. Nordwestlich von Zofingen sperrt das grosse Aeschwuhr das Gerinne und leitet einen Teil des Wassers in den Mühletych, der die Wasserkraft für Gewerbeanlagen in Oftringen und Aarburg sowie das Wässerwasser für die umliegenden Fluren liefert. Andererseits bildet das Stauwehr ein erhebliches Problem für den Hochwasserschutz an der Wigger.
Der Unterlauf der Wigger wurde 1821 von der Regierung des Kantons Aargau einer Gewässerkorrektion unterzogen.
Bis in die 2. Hälfte des 19. Jahrhunderts bestanden an der Mündung der Wigger Goldwäschereien, die dann wegen Ertragsmangel aufgegeben wurden.